# 3920 Aubignan
3920 Aubignan (1948 WF) là một tiểu hành tinh bay qua Sao Hỏa được phát hiện ngày 28 tháng 11 năm 1948 bởi Arend, S. ở Uccle.